# Sujata Massey

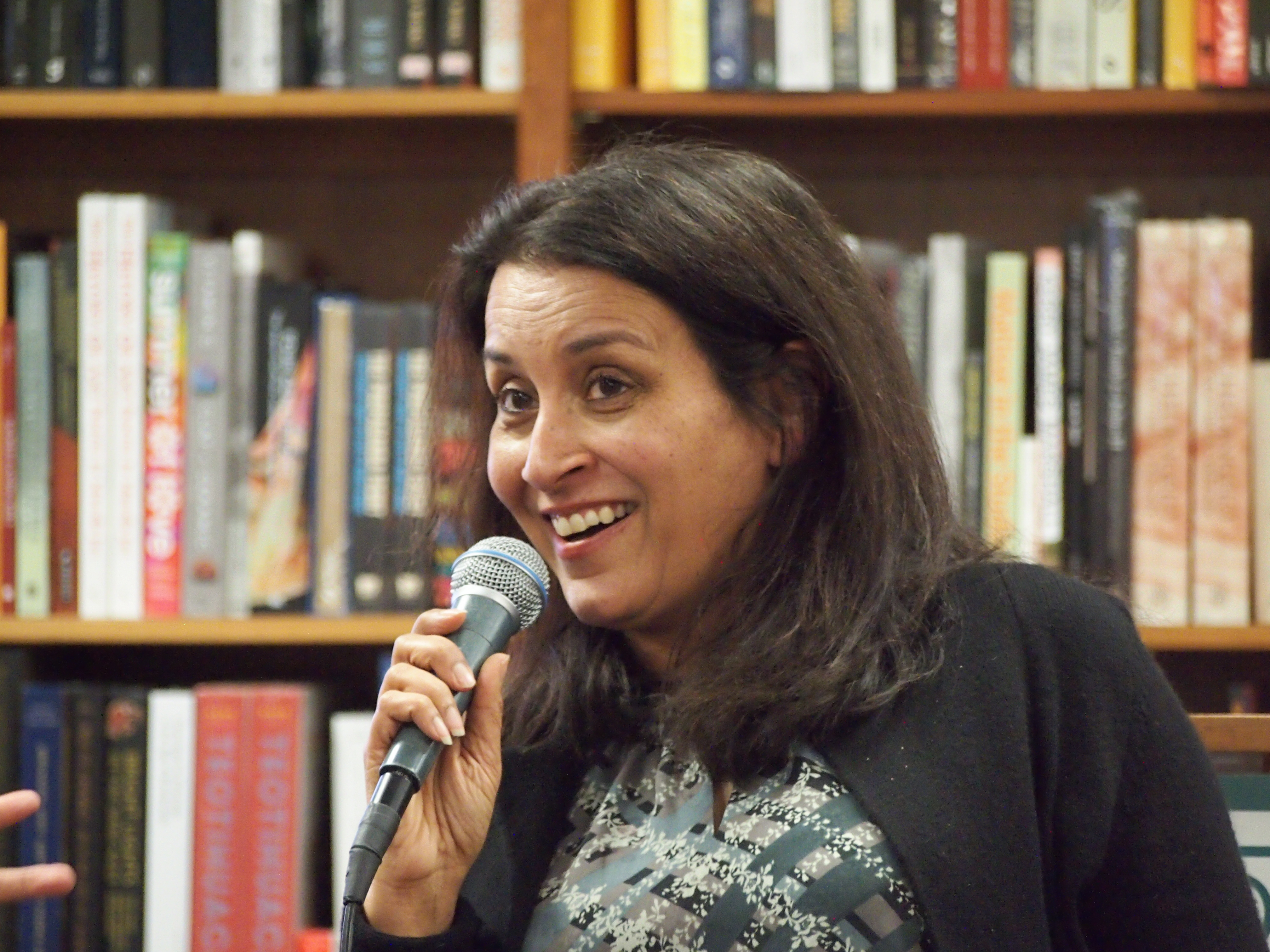
2018

Sujata Massey sinh năm 1964 tại Sussex, Anh và di cư cùng với gia tới nước Mỹ lúc 5 tuổi là một nhà văn của thể loại trinh thám.
Bà được biết đến nhiều nhất qua loạt tác phẩm viết về nhân vật Rei Shimura, sinh tại California, cha là người Nhật và mẹ là người Mỹ. Nhiều tiểu thuyết của bà lấy bối cảnh ở Nhật và Washington, D. C..

## Tác phẩm
- The Salaryman's Wife (1997)
- Zen Attitude (1998)
- The Flower Master (1999)
- The Floating Girl (2000)
- The Bride's Kimono (2001)
- The Samurai's Daughter (2003)
- The Pearl Diver (2004)
- The Typhoon Lover (2005)
- Girl in a Box (2006)